# Віллард ван дер Вір
Віллард ван дер Вір (англ. Willard Van der Veer; 23 серпня 1894 — 16 червня 1963) — американський кінооператор, який виграв премію Американської кіноакадемії за найкращу операторську роботу до фільму «З Бердом на Південний полюс» з Джозефом Т. Ракером. Він почав свою кар'єру як документальний оператор, а потім зняв кілька епізодів до серіалу «Меверік». Гора Ван дер Вір була названа на його честь.

## Фільмографія
- З Бердом на Південний полюс / With Byrd at the South Pole (1930)
- Меверік / Maverick (серіал, 1957–1962)
- Судовий виконавець / Lawman (серіал, 1958–1962)
- Рука, що крадеться / The Crawling Hand (1963)